# Prefektura Nagano
Prefektura Nagano (長野県; Nagano-ken) leži v notranjosti japonskega otoka Honšu. Njeno glavno mesto je Nagano.

## Zgodovina
Prefektura Nagano je bila v preteklosti poznana kot provinca Šinano, in je bila v obdobju Sengoku podeljena v upravljanje mnogim daimyom.
Nagano je bilo prizorišče Zimskih olimpijskih iger leta 1998, ki so naredile prefekturo prepoznavno v svetovnem merilu, v tem času pa je bila vzpostavljena tudi železniška povezava Šinkansen s Tokiom.

## Geografija
V tej prefekturi lahko najdemo devet izmed dvanajstih najvišjih japonskih vrhov. Nagano je tudi prefektura, ki meji na največ sosednjih prefektur, hkrati pa je med vsemi najbolj oddaljena od morja. Skupna površina ozenlja je 13,585.22 km², po podatkih iz leta 2003 pa ima 2,215,973 prebivalcev in zaseda 16. mesto med japonskimi prefekturami. Gostota prebivalstva je 163/km².

### Mesta
- Čikuma
- Čino
- Iida
- Iiyama
- Ina
- Komagane
- Komoro
- Matsumoto
- Nagano
- Nakano
- Okaya
- Omači
- Saku
- Šiojiri
- Suwa
- Suzaka
- Ueda

### Kraji in vasi
Kraji in vasi so razvrščene v posamezna okrožja.
| - Okrožje Čiisagata - Aoki - Maruko - Nagato - Sanada - Takeši - Wada - Okrožje Hanishina - Sakaki - Okrožje Higašičikuma - Akashina - Asahi - Hata - Honjo - Ikusaka - Omi - Sakai - Sakakita - Šiga - Yamagata - Okrožje Kamiina - Hase - Iijima - Minamiminowa - Minowa - Miyada - Nakagawa - Takato - Tatsuno - Kamiminoči District - Kinasa - Mure - Nakajo - Ogawa - Samizu - Šinano - Šinshushin - Togakuši - Toyono - Okrožje Kamitakai - Obuse - Takayama | - Okrožje Kiso - Agematsu - Hiyoshi - Kaida - Kiso - Kisofukushima - Mitake - Nagiso - Narakawa - Okuwa - Outaki - Yamaguchi - Okrožje Kitaazumi - Hakuba - Ikeda - Matsukawa - Miasa - Otari - Yasaka - Okrožje Kitasaku - Asashina - Karuizawa - Miyota - Močizuki - Tatešina - Okrožje Minamiazumi - Azumi - Azusagawa - Horigane - Hotaka - Misato - Nagawa - Toyošina - Okrožje Minamisaku - Kawakami - Kitaaiki - Komi - Minamiaiki - Minamimaki - Saku - Usuda - Yachiho - Okrožje Sarashina - Ooka | - Okrožje Šimoina - Ači - Anan - Hiraya - Kami - Matsukawa - Minamishinano - Namiai - Neba - Oshika - Seinaiji - Shimojo - Takagi - Takamori - Tenryu - Toyoka - Urugi - Yasuoka - Okrožje Šimominoči - Sakae - Toyota - Okrožje Šimotakai - Kijimadaira - Nozawaonsen - Yamanouchi - Okrožje Suwa - Fujimi - Hara - Šimosuwa |